# Уйгурски каганат
Уйгурският каганат е държава в Централна Азия през VIII-IX век.
Създаден е през 744 година, когато уйгурският водач Кутлуг I Билге унищожава Източнотюкския каганат и установява контрола си над обширни области в Централна Азия, изтласквайки на запад тюргешите. Уйгурските владетели установяват столицата си в Орду Балък в долината на Орхон. В 840 година каганатът прекратява съществуването си след 20-годишна война по с енисейските киргизи. Те изтласкват уйгурите на юг, където те са подчинени от династията на Караханидите.